# A. Javier Treviño
A. Javier Treviño (* 3. Juni 1958) ist ein US-amerikanischer Soziologe, der als Professor an Wheaton College (Massachusetts) forscht und lehrt. Er amtierte 2000–2002 als Präsident der Justice Studies Association (JSA) und 2010/11 als Präsident der Society for the Study of Social Problems (SSSP).

## Werdegang und Wirken
Trevino machte das Bachelor-Examen an der University of North Texas, das Master-Examen an der Northern Arizona University und wurde am Boston College zum Ph.D. promoviert. 2014 war er Gastprofessor an der Universität Innsbruck. Seine wissenschaftlichen Hauptinteressen gelten der Sozialtheorie, der Rechtssoziologie, Devianz und Sozialer Kontrolle sowie der Kriminologie.

## Schriften (Auswahl)
- The sociology of law. A bibliography of theoretical literature. 3. Auflage, E. Mellen Press, Lewiston 2003, ISBN 0-7734-6585-5.
- Talcott Parsons on law and the legal system. Cambridge Scholars Pub., Newcastle 2008, ISBN 978-1-847-18485-6.
- The sociology of law. Classical and contemporary perspectives. Transaction Publishers, New Brunswick 2008. ISBN 978-1-412-80788-3.
- The social thought of C. Wright Mills. Pine Forge Press, Thousand Oaks 2012, ISBN 978-1-412-99393-7.
- C. Wright Mills and the Cuban Revolution. An exercise in the art of sociological imagination. University of North Carolina Press, Chapel Hill 2017, ISBN 978-1-469-63309-1.
- Investigating social problems. 2. Auflage, SAGE, Los Angeles/London 2019, ISBN 978-1-50634-850-6.